# Danny Burch
Martin Harris (nascido em 31 de dezembro de 1981)é um wrestler profissional inglês, mais conhecido pelo seu ring name Martin Stone. É conhecido por sua passagem na WWE, no NXT Wrestling, sob o ring name Danny Burch. Harris se tornou conhecido apos lutar pela Frontier Wrestling Alliance, International Pro Wrestling: Reino Unido, Real Quality Wrestling e várias outras promoções em todo o Reino Unido, incluindo a All Star Wrestling.

## Carreira

### Circuito Europeu (2003 - 2012)
Harris treinou na FWA Academy e Dropkixx Academy entre 2003 e 2004, competindo sob ring name Joe Riot em vários shows, incluindo uma partida pela All Star Wrestling em Croydon, no verão de 2003. Fez sua primeira aparição na FWA durante o Revenge - Chapter IV, onde foi derrotado por Leroy Kincaide em 29 de novembro de 2003, em Portsmouth. Harris fez sua primeira aparição sob o nome de Martin Stone em 4 de setembro de 2004, e foi derrotado por Jack Xavier no Live in Morecambe. Stone logo se juntaria com seu treinador Stixx e seu manager "Twisted Genius" Dean Ayass para formar a tag team Stixx e Stone.
Enquanto estava na FWA, Stone viajou por todo Reino Unido, competindo em várias outras promoções incluindo IPW:UK, One Pro Wrestling, LDN Wrestling, e Real Quality Wrestling. Stone ganhou vários títulos destas promoções, o mais notável dos quais seria o seu reinado de 15 meses como IPW: UK Champion.
Voltando a FWA, Stixx e Stone ganharam o FWA Tag Team Championship da equipe Hampton Court (Duke of Danger e Simmons) em 18 de junho de 2005,no FWA NOAH Limits. Stone seria destituído do título que mantinha por 16 meses após ser incapaz de fazer uma defesa de título obrigatória em 19 de novembro de 2006, devido a compromissos com a IPW:UK.
A perda de seu título aconteceu no auge da "Guerra Civil" da FWA com a IPW:UK, que rapidamente teve que deixar oficialmente a FWA para ficar do lado da IPW:UK. Neste período, Stone entrou em preparação para enfrentar a estrela semi-aposentada da FWA Alex Shane em uma Promotion v Promotion – Winner Takes All Match em Broxbourne, em 16 de março de 2007. Esta luta, porém acabou ocorrendo em Orpington várias semanas mais tarde, contra Flash Barker, que substituiu o lesionado Alex Shane.
No final de abril de 2007, Stone representou a Real Quality Wrestling no prestigiado King of Europe Cup, onde foi derrotado por Go Shiozaki na primeira rodada.
Durante este tempo Stone competiu em um torneio no Not Just For Christmas, para se tornar o primeiro RQW Heavyweight Champion. Stone derrotou Iceman e Aviv Maayan nas duas primeiras rodadas antes de derrotar PAC na final para vencer o torneio.
Em setembro de 2007, Stone começou a lutar regularmente na promoção alemã westside Xtreme wrestling. Em 26 de julho de 2008, Stone ganhou o wXw Tag Team Championship ao lado de Doug Williams derrotando AbLas (Absolute Andy e Steve Douglas) no wXw Broken Rulz VIII, em Oberhausen.
Em fevereiro de 2008, Stone competiu no torneio da Chikara, King of Trios na Filadélfia, Estados Unidos, em parceria com o The Kartel e o Team IPW:UK, mas foram derrotados na segunda rodada do torneio pelo Golden Trio (Delirious, Hallowicked e Helios).
Em 28 de agosto de 2008, Stone derrotou Eamon O'Neill e James Tighe para ganhar o Premier Promotions Worthing Trophy.
Em 13 de Fevereiro de 2010, no British Uproar em Broxbourne, Martin Stone derrotou Andy Simmonz na final do torneio para se tornar o primeiro FWA World Heavyweight Champion. Em um discurso após a luta, ele voltou-se contra os fãs e afirmou que ele estava usando o wrestling britânico apenas como um trampolim para um grande contrato nos EUA. Um mês depois, ele se tornou o líder da stable "The Agenda".
Em 14 de Março de 2010, no PW101 Unstoppable at The Hubs em Sheffield, Martin Stone derrotou 11 homens em uma 101 Championship Rush match, derrotando por último Martin Kirby.

### WWE (2012 - 2016)

#### NXT Wrestling (2012 - 2016)
Em 2012, Stone assinou um contrato com a WWE, ele foi enviado ao território de desenvolvimento sob o nome de Danny Burch.

## No wrestling
- Movimentos de finalização
  - London Bridge (Rope hung spike DDT)

- Movimentos secundários
  - Lariat

- Com Stixx
  - One Way Trip (Stone realiza o London Bridge com as pernas do adversário pendurados nos ombros de Stixx)

- Managers
  - "Twisted Genius" Dean Ayass

- Alcunhas
  - "The Enforcer" Martin Stone
  - "The Guv'nor" Martin Stone

## Títulos e prêmios
- One Pro Wrestling

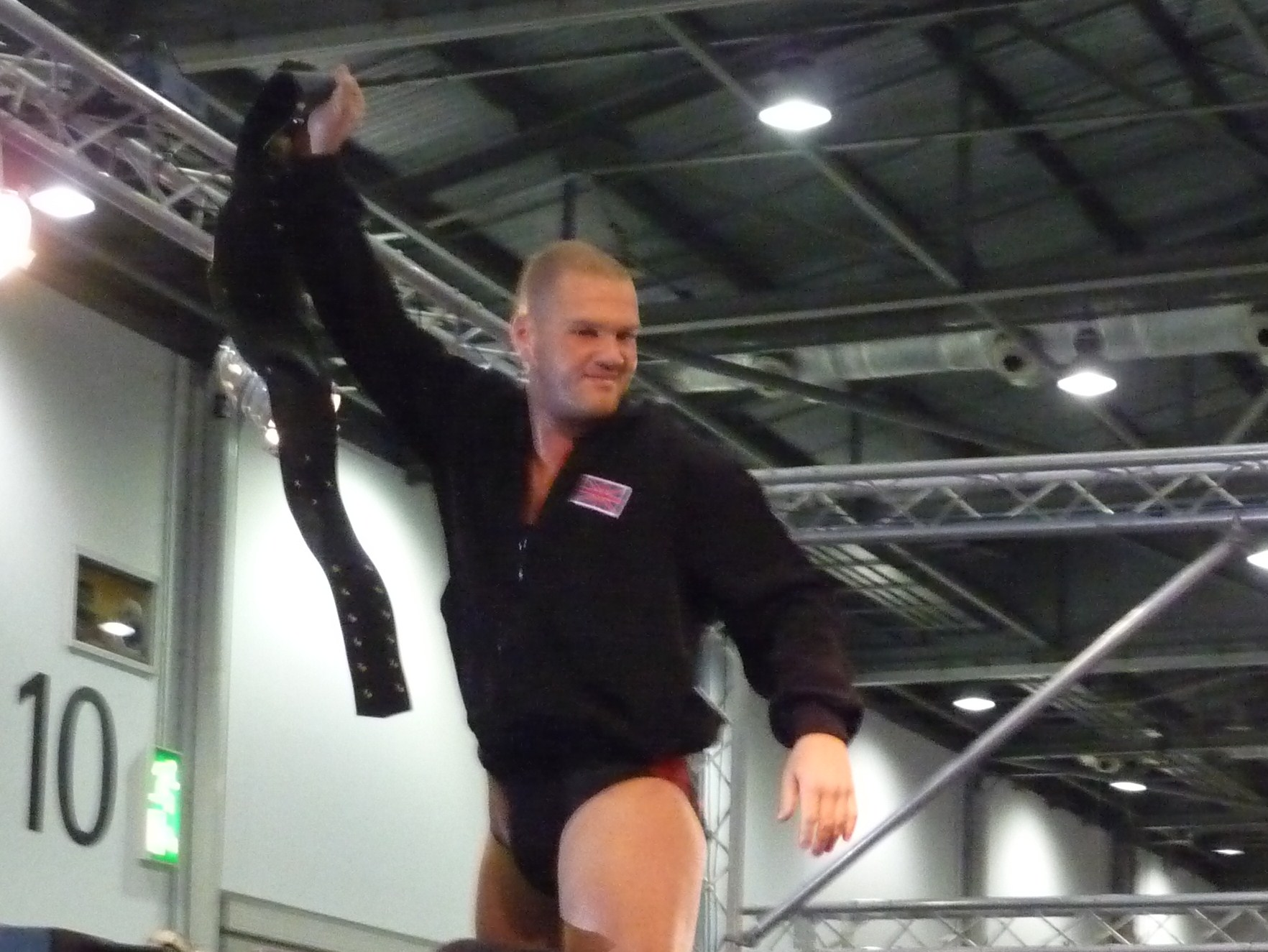
Stone como o FWA World Heavyweight Champion em maio 2010.

  - 1PW World Heavyweight Championship (1 vez)[6]
  - 1PW Openweight Championship (1 vez)[7]

- Frontier Wrestling Alliance
  - FWA World Heavyweight Championship (1 vez)
  - FWA Tag Team Championship (1 vez) - com Stixx[8]

- German Stampede Wrestling
  - GSW Tag Team Championship (1 vez) - com Matt Vaughn[9]

- International Pro Wrestling: United Kingdom
  - IPW:UK Championship (2 vezes)[10]

- LDN Wrestling
  - LDN Championship (2 vezes)

- Pro Wrestling Illustrated
  - PWI o colocou na #182ª posição dos 500 melhores lutadores individuais em 2010[11]

- Real Quality Wrestling
  - RQW Heavyweight Championship (1 vez)[12]

- Premier Promotions
  - Worthing Trophy (2008)

- westside Xtreme wrestling
  - wXw Tag Team Championship (1 vez) - com Doug Williams[13]

- Outros títulos
  - RAMWA Heavyweight Championship (1 vez)
  - BOBW Heavyweight Championship (1 vez)